# Rio Bradul Înalt
O Rio Bradul Înalt é um rio da Romênia afluente do Rio Valea Cheii, localizado no distrito de Braşov.